# گادوین آگودا
گادوین آگودا (انگلیسی: Godwin Aguda؛ زادهٔ ۳۰ دسامبر ۱۹۹۷) بازیکن فوتبال اهل نیجریه است که پس از عملکرد درخشانش با ریورز یونایتد در لیگ و پلی‌آف جام کنفدراسیون‌ آفریقا، به عنوان مهاجم برای تیم فلکنبیز در دسته سوپرتان سوئد بازی می‌کند.